# بازی برد-برد
برد-برد در اصطلاح به یک راهبرد/فلسفه عملکردی گفته می‌شود که باعث ایجاد سود مشترک به نفع هر دو طرف خواهد بود. بدیهی است که عملکرد ذکر شده می‌تواند در تجارت، رابطه، مباحثه، مذاکره در کلیه تبادلات بین دو نفر یا دو گروه اتفاق بیفتد

## کاربردها
- در تجارت به نوعی عملکرد گفته می‌شود که هم خریدار و هم فروشنده منافع داشته باشد. به عنوان مثال در فروش‌های ویژه(حراج‌ها)، هم مشتریان سود خواهند کرد(چون کالاهای خود را به قیمت پائین تری خرید کرده‌اند) و هم فروشندگان(چون اجناس خود را به فروش رسانده‌اند) و در واقع فروشی به نفع هر دو طرف از لحاظ مالی رخ داده‌است.[۲] یا بانکها، با دادن وام به مشتریان می‌توانند قاعده برنده برنده بین خود و مشتریانشان ایجاد کنند.
- در روابط انسانی برنده/برنده به یک رفتار بر پایه اخلاق بین افراد گفته می‌شود که هیچیک از طرفین آسیبی نبینند و در جهت منافع یکدیگر پیش بروند.
- در نظریه بازی‌ها به حالتی از بازی گفته می‌شود که بازنده‌ای ندارد و همواره طرفین برنده هستند.[۳]
- در مذاکره حالت برنده برنده یک نتیجه به نفع هر دو طرف مذاکره‌کننده است.
- در مجادله به نوعی از رفع اختلاف گفته می‌شود که طرفین نوعی رأی را بپذیرند که به نفع طرفین باشد.

## سایر حالتهای وابسته
همچنین برنده / برنده یکی از شش فلسفه کلی در تعاملات انسانی است:
1. برنده/برنده - افراد می‌توانند منافع متقابل در همه فعل و انفعالات انسانی را در نظر داشته باشند. اصلی مبتنی بر اخلاق.
2. برنده/بازنده - الگوی رقابتی: اگر برنده شوید، او از دست می‌دهد. یک سبک رهبری استبدادی. در روابط انسانی اگر هر دو نفر برنده نباشند، در واقع هر دو در حال از دست دادن هستند.
3. بازنده/برنده - الگوی اصلاحاً پا دری: فرد به دنبال قدرت و صلابت و محبوبیت بر اساس پذیرش وشکست است. سبک رهبری permissiveness(نوعی از لیبرالها) زندگی این افراد در برخی موارد می‌تواند در اثر خشم‌های سرکوب شده منجر به بیماری‌های روانی شود.
4. بازنده/بازنده - هنگامی که مردم با از دست دادن شخص مقابل، خود نیز خیلی چیزها را از دست می‌دهند. این فلسفه از درگیری خصمانه، جنگ یا از درگیری "افراد به شدت وابسته" ایجاد می‌شود.
5. برنده صرف - تمرکز صرف بر آنچه که می‌خواهد، بدون در نظر گرفتن نیازهای دیگران. در این نوع عملکرد اهمیت داده نمی‌شود که برای طرف مقابل چه اتفاقی می‌افتد.
6. برنده/برنده یا دیگر هیچ - اگر ما نمی‌توانیم یک راه حل مفید برای هر دو طرف پیدا کنیم، با آن مخالف خواهیم بود - یعنی هیچ معامله‌ای نخواهیم کرد. این رویکرد در ابتدای رابطه کسب و کار یا سازمانی، واقع بینانه‌ترین دید است. البته در یک رابطه مداوم، دیگر این یک گزینه مناسب نیست.

مناسب‌ترین عملکرد بستگی به وضعیت هر موضوعی دارد. هنگامیکه برتری در رابطه وجود دارد، برنده/برنده تنها راه قابل دوام است. در یک وضعیت رقابتی که در آن ایجاد ارتباط مهمتر است، برنده/بازنده ممکن است مناسب باشد(همانند روابط یک زوج).
هدف برنده/برنده بودن به پنج چیز وابسته‌است: شخصیت، روابط، توافق نامه، سیستم‌های حمایتی و عملکرد.
در تجارت رفتاری مبتنی بر اختصاص هدیه/اعتبار به مشتریان یک رفتار برنده/برنده شناخته می‌شود. برنامه وفاداری یکی از شناخته شده‌ترین رفتار برای ایجاد یک رابطه برد/برد بین مشتریان و فروشندگان است. زیرا فروشنده بخشی از سود فروشش را در چنین سیستمی در اختیار خریداران خواهد گذاشت.